# خارميدس (حوار)
خارميدس (باليونانية: Χαρμίδης)‏ هو حوار أفلاطوني، حيث يدخل سقراط في محادثة مع فتى وسيم ومحبوب حول معنى سوفروسيني، وهي كلمة يونانية يمكن ترجمتها عادة إلى «الاعتدال»، «السيطرة على الذات»، أو«ضبط النفس». وكما هو الحال في الحوارات الأفلاطونية الأولى، ولم يتوصل الطرفان إلى تعريف محدد تماما، ولكن مع ذلك فإن المناقشة تثير العديد من النقاط الهامة.

## وصلات خارجية
- Approaching Plato: A Guide to the Early and Middle Dialogues
- The Affects and Senses in Plato's Charmides نسخة محفوظة 8 يوليو 2011 على موقع واي باك مشين.
- Critias' definitions of sophrosyne in Plato's Charmides نسخة محفوظة 27 سبتمبر 2007 على موقع واي باك مشين.
- Bibliography on Plato's Charmides نسخة محفوظة 5 يناير 2013 at Archive.is